# Monticola sharpei
Мадагаскарский каменный дрозд (лат. Monticola sharpei) — певчая птица из семейства мухоловковых (Muscicapidae).

## Описание
Длина мадагаскарского каменного дрозда в среднем составляет 16 см, а масса 25 граммов. У самца голова, шея и крылья синего цвета, а брюшная сторона тела и подхвостье желтовато-оранжевого цвета. У самки верхняя часть тела серо-коричневого цвета, а нижняя часть тела беловатого цвета с коричневатыми пестринками.

## Распространение
Мадагаскарский каменный дрозд является эндемиком острова Мадагаскар. Подвид M. s. sharpei распространен в регионе реки Самбирано, на северо-западе острова. M. s. bensoni широко распространен в юго-западной части острова.
Его естественная среда обитания — это субтропические и тропические влажные леса и скалистые районы.

## Питание
Мадагаскарский каменный дрозд питается различными членистоногими, а также фруктами и ягодами.

## Подвиды
В составе вида выделяют два подвида:
- Monticola sharpei sharpei (G. R. Gray, 1871)
- Monticola sharpei bensoni Farkas, 1971